# Alan Kirk
Alan Goodrich Kirk (Filadelfia, 30 ottobre 1888 – Washington, 15 ottobre 1963) è stato un ammiraglio statunitense, attivo durante la seconda guerra mondiale.
Entrò nella United States Navy nel 1909 e servì nella prima guerra mondiale. Ufficiale di collegamento a Londra all'inizio del secondo conflitto mondiale, tra 1941 e 1943 servì in patria a capo dell'Office of Naval Intelligence. Promosso contrammiraglio, nel luglio 1943 diresse le forze anfibie durante lo sbarco in Sicilia; il 6 giugno 1944 partecipò allo sbarco in Normandia al comando di una vasta squadra da bombardamento. Nell'ultimo anno di guerra comandò le forze navali in Francia.
Terminate le ostilità, dal 1946 al 1949 fu ambasciatore in Belgio e dal 1949 al 1951 in Unione Sovietica. Tra la metà del 1962 e l'inizio del 1963 servì inoltre come ambasciatore a Taiwan. Rientrato negli Stati Uniti a causa della salute cagionevole, morì per insufficienza cardiaca nel mese di ottobre. È stato sepolto nel cimitero nazionale di Arlington.

## Biografia
Alan Goodrich Kirk nacque il 30 ottobre 1888 a Philadelphia, nello stato della Pennsylvania, da una famiglia affiliata alla Chiesa episcopale degli Stati Uniti d'America. S'iscrisse nel 1905 all'Accademia navale di Annapolis (Maryland) e si diplomò nel 1909, ottenendo la qualifica ad aspirante guardiamarina. Prestò servizio nel corso della prima guerra mondiale.

### Seconda guerra mondiale
Dal 1939 Kirk, raggiunto il grado di capitano di vascello, fu trasferito nel Regno Unito come addetto militare, incarico che ricoprì sino all'inizio del 1941, quando fu richiamato in patria: a marzo di quell'anno fu nominato direttore dell'Office of Naval Intelligence (ONI - Ufficio navale d'intelligence). In questa posizione entrò presto in contrasto con il contrammiraglio Richmond Turner, che gli si oppose ripetutamente; verso la fine dell'anno, perciò, Kirk richiese e ottenne un trasferimento alla Flotta dell'Atlantico, il cui comandante lo pose a ottobre a capo di una squadriglia di cacciatorpediniere. Poco dopo fu promosso a contrammiraglio.
Subito dopo l'attacco di Pearl Harbor del 7 dicembre 1941, le numerose critiche non risparmiarono l'ONI e neppure Kirk, che fino a poco prima ne era stato il responsabile; tuttavia fu scagionato da ogni accusa di incompetenza. Nel marzo 1942 tornò a Londra come attaché militare. Per una fonte, invece, Kirk tornò a gestire dell'Office of Naval Intelligence anche nel corso del 1942. Nei primi mesi del 1943 fu nominato comandante in capo della forza anfibia dipendente dalla Flotta dell'Atlantico (Commander Amphibious Force, Atlantic Fleet), che egli diresse nel corso dello sbarco in Sicilia, il 9 luglio: le operazioni furono portate a termine con successo e si contarono solo 90 vittime. Per il suo comportamento, Kirk fu decorato con la Legion of Merit.
Verso la fine del 1943 Kirk fu trasferito dal fronte mediterraneo alla Gran Bretagna: qui il generale Dwight D. Eisenhower, comandante supremo dello SHAEF e dell'operazione Overlord, gli affidò il controllo della Task force "Ovest", destinata a supportare gli sbarchi sulle spiagge Utah e Omaha; Kirk alzò le proprie insegne sull'incrociatore pesante USS Augusta, sul quale salì anche il generale Omar Bradley, comandante della 1ª Armata statunitense che avrebbe preso terra su Utah e Omaha. La mattina del 6 giugno, il contrammiraglio Kirk si distinse ordinando alle unità leggere di avvicinarsi il più possibile alla costa e dare il massimo appoggio alle fanterie, rimaste inchiodate sulle spiagge dal tiro tedesco; numerose navi giunsero a sparare mirando a vista e alcune rischiarono d'incagliarsi, ma alla fine della mattinata le fortificazioni tedesche erano state eliminate in gran parte. A settembre fu promosso viceammiraglio e nel mese di ottobre 1944, liberata l'intera Francia, Kirk ebbe il controllo di tutte le forze navali statunitensi operanti nei porti francesi; la fine della seconda guerra mondiale lo trovò in questa mansione.

### La carriera diplomatica nel dopoguerra
Nel febbraio 1946 Kirk lasciò la marina e, per essersi distinto in azione, fu promosso ammiraglio sulla lista degli ufficiali a riposo con valore retroattivo, in virtù degli Atti del Congresso del 4 marzo 1925 e del 23 febbraio 1942. Su richiesta del sottosegretario di Stato Dean Acheson, accettò il posto di ambasciatore in Belgio, che mantenne sino al 1949. Nello stesso lasso di tempo fu anche inviato diplomatico statunitense in Lussemburgo e, nel biennio 1947-1948, fece parte della Commissione speciale dell'ONU operante nei Balcani. Rientrato a Washington, il presidente Harry S. Truman lo contattò e gli affidò il posto di ambasciatore presso Mosca, visto che il diplomatico Walter Smith (che allora teneva questo incarico) si era ammalato. Kirk ricoprì il posto di ambasciatore in Unione Sovietica tra il luglio 1949 e l'ottobre 1951: lavorò dunque in un periodo difficile della guerra fredda, poiché il blocco di Berlino era da poco terminato e nel giugno 1950 era scoppiata la guerra di Corea. A fine 1951 gli succedette George Frost Kennan.
Nel corso degli anni cinquanta, in una pausa della sua carriera diplomatica, Kirk fu dapprima presidente dell'American Committee for Liberation of Russian Peoples (1952) e, in seguito, direttore del consiglio d'amministrazione della Mereast Corporation (1954-1958). Nel giugno 1962 il presidente John Fitzgerald Kennedy lo nominò ambasciatore presso il governo della Repubblica cinese di Formosa, ufficio che mantenne sino al gennaio 1963, quando ottenne il rimpatrio a causa delle precarie condizioni di salute.

### Morte
Alan Goodrich Kirk morì a Washington il 15 ottobre 1963 per insufficienza cardiaca, quindici giorni prima del suo 75º compleanno. Gli furono tributati solenni funerali con grandi onori militari e fu sepolto nel cimitero nazionale di Arlington: la sua tomba è la numero 1077 della fila 30. Sua moglie, Lydia Chapin Kirk, gli sopravvisse di vent'anni e quando morì nel 1983 fu tumulata a fianco del marito.

## Onorificenze
Dati tratti da: e